# Kertunsalo
Kertunsalo är en ö i Finland. Den ligger i sjön Rautelanjärvi och i kommunen Somero Pemar ås avrinningsområde och är belägen kommunen  i den ekonomiska regionen  Salo ekonomiska region och landskapet Egentliga Finland, i den södra delen av landet, 100 km nordväst om huvudstaden Helsingfors. Öns area är 0,3 hektar och dess största längd är 120 meter i öst-västlig riktning.
År 1961 evaluerades landskapet vid Kertunsalo att vara en av de vackraste i Sydvästra Tavastland. Från 1930-talet till 1950-talet fanns det en dansbana på ön.